# Istituto Nazionale di Ricerca per gli Alimenti e la Nutrizione
L'Istituto Nazionale di Ricerca per gli Alimenti e la Nutrizione (INRAN) (Institut national de recherche sur les aliments et la nutrition) est un institut public italien de recherche alimentaire. C'est un établissement public de recherche, rattaché au ministère  des Politiques Agricole, Alimentaire et Forestière, créé par le décret legislatif n° 454 du 29 octobre 1999, en remplacement du précédent Istituto Nazionale della Nutrizione.

## Histoire
L'Institut est né en 1936 sous la direction de Sabato Visco et sous le nom d'Istituto Nazionale di Biologia (Institut national de biologie) comme partie du Consiglio Nazionale delle Ricerche (Conseil national des recherches).
En 1958, par la loi n° 199 du 6 mars 1958, il est transformé en Istituto Nazionale della Nutrizione, et devient un établissement de droit public. Il est ensuite réorganisé par la loi n° 258 du 25 février 1963.

## Missions
L'INRAN a parmi ses missions institutionnelles la tâche de rédiger un guide  de l'alimentation correcte, actuellement consultable en ligne dans la version de 2003.